# Raimondo III di Tripoli
Raimondo III di Tripoli (1140 – Tripoli, autunno 1187) è stato un cavaliere medievale francese, conte di Tripoli dal 1152 al 1187 e principe di Galilea e Tiberiade jure uxoris dopo aver sposato Eschiva di Bures.

## Origini

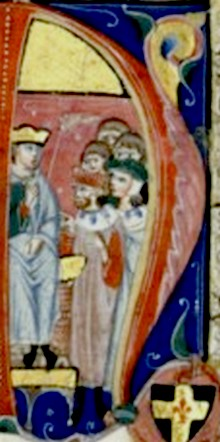

Raimondo di Saint-Gilles era bisnipote di Raimondo IV di Tolosa e succedette a suo padre Raimondo II di Tripoli dopo che costui era stato ucciso dal movimento ismailita degli al-Hašīšiyyūn nel 1152 quando Raimondo aveva solo dodici anni.
Sua madre, la principessa Hodierna di Tripoli, figlia del re di Gerusalemme Baldovino II, governò come reggente fino a quando Raimondo non compì quindici anni. In seguito venne anche conosciuto con il nome di Raimondo il Giovane per distinguerlo da suo padre.
Nel 1160 l'Imperatore bizantino Manuele I Comneno (1143-1180), annunciò di cercare una unione matrimoniale con una nobile proveniente dai regni crociati. Le due candidate furono Melisenda di Tripoli, sorella di Raimondo, e la principessa Maria d'Antiochia, figlia di Costanza d'Antiochia. Inizialmente l'Imperatore bizantino sembrò preferire proprio Melisenda offrendo così una grandissima dote a favore anche di Raimondo, tuttavia gli emissari bizantini vennero a conoscenza di alcune voci secondo le quali né Melisenda né Raimondo fossero figli legittimi di Raimondo II, per cui la promessa di matrimonio fu sciolta in favore della seconda candidata.
Sentendosi privato ingiustamente di quanto promessogli, Raimondo nutrì un feroce sentimento di vendetta nei confronti dell'Impero bizantino, e assoldò flotte di pirati per assalire e saccheggiare l'isola di Cipro, che faceva parte dell'Impero. Sua sorella Melisenda, d'altro canto, entrò in convento per la grande vergogna. dove morì molto giovane.
Nel 1164 Raimondo, insieme al suo alleato Boemondo III di Antiochia marciò con i loro eserciti per spezzare l'assedio di Harim, posto dal reggente di Siria Nūr al-Dīn b. Zengi. Il 12 agosto 1164 nella battaglia di Harim le forze cristiane vennero sconfitte e sia Raimondo sia Boemondo, insieme ad altri principi cristiani (Joscelin III di Edessa, Ugo VIII di Lusignano) vennero fatti prigionieri e tradotti ad Aleppo.
Raimondo rimase prigioniero ad Aleppo fino al 1173 quando venne liberato dietro un riscatto di 80.000 monete d'oro, grazie anche all'intervento di re Amalrico I di Gerusalemme che tenne la reggenza della Contea di Tripoli in sua assenza, restituendola lealmente a Raimondo dopo il suo rilascio.

## La reggenza di Gerusalemme
Nel 1174 Amalrico morì e ad esso succedette suo figlio, il giovane Baldovino IV malato di lebbra. Milo di Plancy nobile e siniscalco di Gerusalemme, rivendicò a sé la reggenza del regno, ma la prontezza di Raimondo nel chiedere di diventare a sua volta balivo, ovvero "reggente" del regno, impedirono che la corona di Gerusalemme cadesse nelle mani di un solo individuo. Le rivendicazioni di Raimondo vennero sostenute da Boemondo e da molti altri nobili del regno, soprattutto per il fatto che Raimondo era il parente più prossimo del giovane re malato, in quanto cugino di primo grado di suo padre.
Nell'ottobre del 1174 Milo di Plancy venne assassinato ad Acri, lasciando Raimondo unico reggente di Baldovino.
Le successive nozze con Eschiva di Bures, Principessa di Galilea e vedova di Gualtiero di Saint-Omer di Tiberiade gli consentirono di ottenere il controllo di gran parte del territorio settentrionale del Regno di Gerusalemme, soprattutto della fortezza di Tiberiade lungo il Mar di Galilea.
In qualità di balivo egli nominò Guglielmo di Tiro cancelliere del regno di Gerusalemme nel 1174 e nel 1175 lo elesse arcivescovo di Tiro.
Nel 1176 Raimondo si ritirò dalla carica di reggente dopo aver organizzato il matrimonio di Sibilla di Gerusalemme, sorella di Baldovino IV, con Guglielmo Lungaspada, Conte di Giaffa ed Ascalona, il quale morì subito dopo nel 1177 ma non prima di aver lasciato Sibilla in attesa di un figlio, il futuro Baldovino V.

## Le lotte dinastiche nel Regno di Gerusalemme
Amalrico I di Gerusalemme aveva contratto due matrimoni, uno con Agnese di Courtenay, poi sposata a Reginaldo di Sidone, e uno con l'attuale vedova Maria Comnena che aveva sposato in seconde nozze Baliano di Ibelin nel 1177.
La figlia di Agnese, Sibilla, era in età adulta e madre di un bambino, per cui era in posizione favorevole per succedere a suo fratello, tuttavia la figlia di Maria Comnena Isabella godeva del fondamentale appoggio della famiglia degli Ibelin, una delle dinastie più importanti dei regni crociati.
L'atteggiamento di Raimondo in questa lotta di fazioni fu difficile e controverso. Come parente più prossimo del re defunto egli vantava delle  prerogative sul trono di Gerusalemme, tuttavia, nonostante sua moglie avesse avuto molti figli dalla prima unione, non aveva concepito alcun legittimo erede per Raimondo e questo sembra essere il motivo che fece recedere Raimondo da reclamare per sé il trono conteso. Per questo egli agì in favore ed in stretta collaborazione con la fazione degli Ibelin, trovando però grandi resistenze in Baldovino IV che confidava molto su sua madre e sul fratello di questa, Joscelin III di Edessa, che non aveva diritto alcuno per il trono di Gerusalemme.
Nel 1179 Raimondo iniziò trattative per indurre Sibilla, sorella di Baldovino IV, a sposare il duca Ugo III di Borgogna, ma nella primavera del 1180 le sue manovre erano ormai a un punto morto, fu così che Raimondo, insieme a Boemondo III d'Antiochia, marciò su Gerusalemme per indurre il sovrano a far contrarre a sua sorella un matrimonio con un pretendente locale, favorevole a Raimondo, nella persona di Baldovino di Ibelin, fratello maggiore di Baliano.
Tuttavia la prontezza del re malato vanificò le mosse di Raimondo, organizzando l'unione matrimoniale di sua sorella con Guido di Lusignano, fratello minore del futuro sovrano Amalrico II, e conestabile del regno.
La scelta di Baldovino non fu dettata solo dalla volontà di affrancarsi dalle pressioni di Raimondo e degli altri principi del regno, ma anche quella di cercare nuove forze grazie al legame di Guido da Lusignano in qualità di vassallo con Filippo II di Francia e del legame di Sibilla con il sovrano inglese Enrico II d'Inghilterra, il quale aveva promesso al papa un pellegrinaggio in Terrasanta in segno di penitenza per i fatti legati all'assassinio dell'Arcivescovo di Canterbury Thomas Becket. Di fronte alla prontezza di Baldovino, Raimondo preferì far marcia indietro, senza entrare a Gerusalemme.
Tuttavia nel 1182 Baldovino, gravemente malato e impossibilitato a sostenere il peso della reggenza, nominò Guido balivo, suscitando le proteste di Raimondo, e quando Guido si dimostrò incapace del suo incarico, lo stesso Baldovino elesse Raimondo balivo l'anno successivo facendogli dono dei possedimenti di Beirut. In seguito Baldovino e Raimondo, con la benedizione dell'Alta Corte di Gerusalemme, il consiglio dei feudatari del regno, si accordarono per nominare Baldovino di Monferrato, figlio di primo letto di Sibilla, come suo erede legittimo.
Nel 1183, l'erede del regno, ancora bambino, venne incoronato con il titolo di Baldovino V, in una cerimonia presieduta dallo stesso Raimondo, con l'accordo che se il fanciullo fosse morto prima di raggiungere la maggiore età, la reggenza del regno sarebbe passata ai suoi più legittimi eredi, fintanto che il re di Francia e d'Inghilterra, insieme al Pontefice non avessero dipanato la matassa delle rivendicazioni tra Sibilla e Isabella.

## Il regno di Baldovino V
Baldovino IV morì nella primavera del 1185 e a lui, secondo gli accordi, succedette suo nipote, con Raimondo in qualità di balivo, carica che tuttavia affidò allo zio materno del giovane, Joscelin III di Edessa, asserendo di non voler attirare su di sé alcun sospetto sulla eventuale morte dell'erede al trono, dall'aspetto assai gracile.
Come Raimondo temeva, nell'estate del 1186 Baldovino V morì ad Acri e suo nonno paterno Guglielmo V di Monferrato insieme allo zio Joscelin III di Edessa ne scortarono la bara fino a Gerusalemme.
In assenza di Raimondo, Joscelin nominò Sibilla come erede di suo fratello, con la promessa che quest'ultima avrebbe divorziato dall'incapace Guido, dietro garanzia che dopo il divorzio e l'incoronazione sarebbe stata libera di scegliere un nuovo marito.
Subito dopo l'incoronazione Sibilla tuttavia incoronò Guido come suo consorte. Nel frattempo Raimondo si recò a Nablus, dimora di Baliano e Maria, invocando l'aiuto di tutti i nobili fedeli a Isabella e alla dinastia degli Ibelin. Non incontrando una risposta sufficientemente favorevole, Raimondo, onde evitare una guerra civile, accettò la situazione di fatto e si ritirò a Tripoli.

## La battaglia di Ḥaṭṭīn e la morte
Dopo il suo ritorno a Tripoli, Raimondo siglò una pace separata con Saladino, forse con la speranza di trovare un potente alleato contro il loro nemico comune, Guido di Lusignano.
Alla fine del 1186, Saladino, con le sue truppe accampate nel feudo di Tiberiade con il permesso di Raimondo, minacciarono l'invasione del regno di Gerusalemme, come rappresaglia per i continui attacchi alle carovane musulmane da parte di Rinaldo di Châtillon.
Per scongiurare l'invasione Guido inviò un'ambasciata guidata da Baliano di Ibelin, per negoziare con Raimondo, ma la spedizione venne intercettata dalle truppe di Saladino alla battaglia di Cresson del maggio del 1187.
Dopo il massacro delle truppe crociate a Cresson, Raimondo dovette, seppur con riluttanza, riappacificarsi con Guido di Lusignano, e per tutta risposta Saladino si diresse con le sue truppe su Tiberiade anziché contro il Regno di Gerusalemme come tutti si aspettavano.
Raimondo e Guido raccolsero le loro forze ad Acri ma non riuscirono ad accordarsi per un piano unico d'azione, poiché Raimondo preferiva non scontrarsi in campo aperto con le forze di Saladino a Tiberiade, nonostante nella città sua moglie Eschiva fosse sotto assedio nella cittadella e corresse grandi pericoli. Guido non era d'accordo e ordinò all'esercito crociato di marciare su Tiberiade venendo presto accerchiato dai soldati di Saladino che massacrarono l'esercito di Guido, aggravato da una terribile sete e arsura anche per i cavalli, a Ḥaṭṭīn, nei pressi di Tiberiade. Era 
Raimondo guidava l'avanguardia dell'esercito ma venne tradito da cinque dei suoi cavalieri che confermarono a Saladino i disaccordi tra i condottieri crociati. Presto Raimondo venne circondato e ordinò una inutile carica contro il nemico che gli permise di passare, tagliandolo fuori dal grosso dell'esercito crociato, ma permettendogli così di fuggire e scampare al massacro perpetrato dalle truppe di Saladino.
Insieme ai pochi superstiti Raimondo si rifugiò a Tiro e nell'agosto dello stesso anno, fece ritorno a Tripoli dove mori di pleurite in autunno.
Prima di morire nominò suo erede Raimondo, figlio maggiore di Boemondo III d'Antiochia, ma questi, contravvenendo alle volontà del suo alleato, due anni dopo diede la contea di Tripoli il suo figlio minore, Boemondo IV d'Antiochia.

## La figura di Raimondo nell'arte e nel cinema
La figura di Raimondo compare in diversi romanzi ambientati nelle terre d'Oltremare. Nel romanzo di Graham Shelby The Knights of Dark Renown del 1969, Raimondo assume delle connotazioni positive, mentre nel romanzo per l'infanzia Knight Crusader del 1954 di Ronald Welch diventa un personaggio ambivalente.
Nella pellicola del 2005 di Ridley Scott Le crociate - Kingdom of Heaven, Raimondo viene ampiamente rimaneggiato diventando il Conte di Tiberiade onde non confonderlo con Rainaldo e non confondere la contea di Tripoli con la moderna Tripoli in Libia. Interpretato dall'attore Jeremy Irons esso è molto rispondente almeno nell'aspetto alla descrizione lasciata da Guglielmo di Tiro e, contrariamente a quanto avvenuto nella realtà, esso non ha alcun ruolo di primo piano nella vicenda del Regno di Gerusalemme prima della sua caduta, fungendo da semplice maresciallo di Gerusalemme, titolo tra i meno importanti nella nobiltà locale del tempo. Nella pellicola egli non prende parte alla battaglia di Ḥaṭṭīn, preferendo ritirarsi a Cipro piuttosto che morire in guerra.